# Gluckauf (film)
Gluckauf is een Nederlandse drama-/misdaadfilm uit 2015 geregisseerd door Remy van Heugten. De film speelt zich af in de Oostelijke Mijnstreek, er wordt Limburgs gesproken en alles is ondertiteld in het Nederlands. Internationaal werd de film uitgebracht onder de titel Son of Mine. In Polen kreeg de film de titel Mój Syn. De Nederlandse titel slaat op de mijnwerkersgroet Glückauf. Dit is wat mijnwerkers elkaar toewensten en betekent ‘kom veilig boven’. Vanwege het geweld en grof taalgebruik heeft de Kijkwijzer de film geschikt bevonden voor mensen vanaf twaalf jaar. Op 25 november 2016 en op 30 maart 2019 is de film door de VARA uitgezonden op televisie. Vanaf de zomer van 2015 was de film beschikbaar op dvd en via video op aanvraag, zoals Pathé Thuis. 

## Verhaal
Lei haalt met onverschrokkenheid en enkele ongerichte schoten uit zijn jachtgeweer zijn enig kind Jeffrey op bij zijn ex Judith. Daarna springt het verhaal enkele tientallen jaren verder naar tijdperk na de mijnsluitingen. Lei, zoon van een werkloze mijnwerker, en twintiger Jeffrey hebben een moeizame band. Ze stropen wild in Zuid-Limburg. Vijftiger Lei houdt zijn hoofd boven water door kleine vergrijpen, zoals stroperij, verkoop van gestolen iPods en de handel in auto-onderdelen. Lei heeft schulden bij de misdadiger Vester. Jeffrey heeft een succesvol handeltje in wiet. Hij neemt zich voor zijn vaders schuld heimelijk af te lossen door klussen voor Vester te verrichten. Hij ranselt voor hem een andere boef af, vervoert een lading drugs naar Luik om die daar in een loods op een bedrijventerrein te verkopen aan een aantal Franstalige mannen en hij smokkelt een personenbusje met Oost-Europese prostituees. Jeffrey viert vervolgens zijn verjaardag in een kroeg. Zijn vriendin Nicole weet Lei over te halen om ook te komen. Jeffrey neemt zijn vader daarna naar buiten, waar blijkt dat hij een auto voor zijn vader heeft gekocht. Ze maken een ritje. In de scene daarna is de uitvaartdienst van Jeffrey en Lei zit in een rolstoel met een blauw oog. Lei verkoopt al zijn spullen en gaat naar Vester. Bij een vechtpartij die hierbij plaatsvindt, wordt Lei met een mes in zijn buik gestoken. Hij gaat naar het huis waar Jeffrey woonde. Daar komt hij tot de ontdekking dat Nicole zwanger is van Jeffrey. De film eindigt ermee dat Lei naar zijn ex Judith gaat en haar dit vertelt.

## Rolverdeling

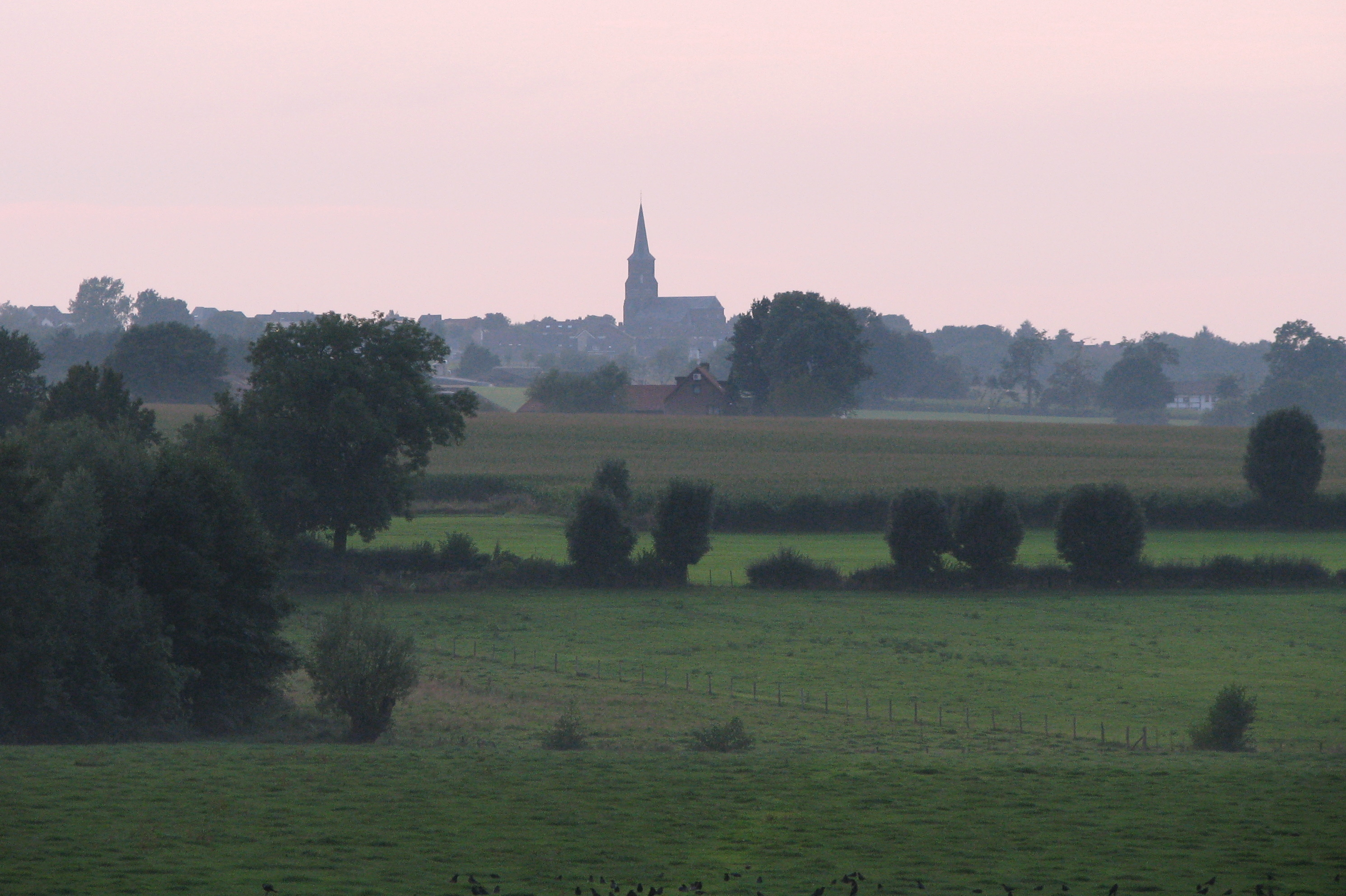
Landschap bij Vijlen.

| Acteur               | Personage       |
| -------------------- | --------------- |
| Bart Slegers         | Lei Frissen     |
| Vincent van der Valk | Jeffrey Frissen |
| Joy Verberk          | Nicole          |
| Johan Leysen         | Vester          |
| Jacques Lucassen     | Tjeu            |
| Ali Ben Horsting     | Walt            |
| Kiki van Aubel       | Judith          |
| Jan ten Haaf         | Broos           |

## Productie
Het scenario werd geschreven door Gustaaf Peek naar een idee van de in Heerlen geboren Van Heugten. Van Heugten woonde als kind verder in Schinveld en Hoensbroek. Een aantal filmkarakters zijn gebaseerd op gasten van de dorpskroeg waar de moeder van Van Heugten werkte. De film werd opgenomen op diverse locaties in de Oostelijke Mijnstreek en Westelijke Mijnstreek, namelijk in en rond Brunssum, Heerlen, Kerkrade, Vijlen en Beek. De acteurs komen van buiten Limburg en hebben voor de film speciaal Limburgs geleerd. De filmmuziek is gecomponeerd door de uit Kerkrade afkomstige Jorrit Kleijnen. De film is geproduceerd door het bedrijf BIND in co-productie met de VARA. De fondsen voor de film kwamen van het Nederlands Filmfonds, het Mediafonds en CoBO. Zanger Douwe Bob heeft voor de film de titelsong mine again geschreven. De televisiezender L1 heeft een documentaire van twaalf minuten gemaakt over de vervaardiging van de film, deze werd op 28 februari 2015 uitgezonden.

## Ontvangst
Gluckauf ging in première op 22 januari 2015 op het International Film Festival Rotterdam en kreeg goede kritieken van filmrecensenten. De film draaide vervolgens in 23 bioscoopzalen vanaf 29 januari 2015 en is gedistribueerd door September Film. In 2016 was de eerste televisie-uitzending. 
Bij de uitreiking van de Gouden Kalveren was Gluckauf tien keer genomineerd en won het vier keer, te weten beste lange speelfilm (Joram Willink en Piet-Harm Sterk), beste regie (Remy van Heugten), beste scenario (Gustaaf Peek) en beste camerawerk (Mark van Aller).